# Bill Owen (Schauspieler)
Bill Owen MBE, eigentlich William John Owen Rowbotham (* 14. März 1914 in Acton, damals Middlesex; † 12. Juli 1999 in Westminster, London), war ein britischer Schauspieler und Songwriter.

## Leben und Karriere
Owen entstammte einer Familie aus der englischen Arbeiterklasse. Diese Herkunft prägte Owen ein Leben lang, der sich in der von Mittel- und Oberklasse dominierten Schauspielwelt nicht immer wohlfühlte und als überzeugter Linker die Labour Party öffentlich unterstützte.
Seine Showkarriere begann er als Unterhalter in einem Feriencamp, ehe er mit 19 Jahren zu seinem ersten professionellen Bühnenauftritt kam. 1939 begann er bei der Unity Theatre Company in London zu spielen, für die er Theaterstücke schrieb, adaptierte und produzierte. Zeitweise war er dort auch künstlerischer Leiter. Owen wurde ein bekannter Darsteller am Londoner West End der 1940er- und 1950er-Jahre, unterbrochen von einem Einsatz im Zweiten Weltkrieg und 1950 einem Auftritt am New Yorker Broadway in Wie es euch gefällt neben Katharine Hepburn. In späteren Jahren feierte er seine größten Bühnenerfolge am Royal Court Theatre, wo er für seine Auftritte in den Theaterstücken In Celebration und The Contractor großes Kritikerlob fand; beide Stücke wurden von David Storey verfasst und von Regisseur Lindsay Anderson inszeniert.
Nachdem er seinen ersten Filmauftritt im Jahr 1941 absolviert hatte, entwickelte sich Owen im britischen Nachkriegskino zu einem gefragten Charakterdarsteller. Er kam dabei aber üblicherweise nicht über Nebenrollen hinaus und verpasste den Sprung zum Filmstar. Oftmals spielte er offenherzige, unverblümt sprechende Cockneys. Bekanntere Filmauftritte absolvierte er unter anderem in vier Teilen der Carry-On-Filmreihe, als Jockey Sam im Pferdefilm Kleiner Jockey ganz groß und als Vater von Lynn Redgraves Hauptfigur in der Tragikomödie Georgy Girl. In den 1970er-Jahren spielte Owen unter Regie von Lindsay Anderson in dessen Kultfilm Der Erfolgreiche und in In Celebration, einer Verfilmung ihres gemeinsamen Theatererfolges am Royal Court.
Dem britischen Fernsehpublikum prägte sich Owen am nachhaltigsten durch die Hauptrolle des ungepflegten, manierenlosen, dennoch liebenswerten Yorkshirer Pensionärs Compo Simmonite in der Sitcom Last of the Summer Wine ein. Die Serie wurde sehr populär, erreichte zeitweise über elf Millionen Zuschauer und er spielte die Rolle ab 1973 bis zu seinem Tod 1999. In seinem Nachruf benannte der Guardian Bill Owen als gutes Beispiel für einen renommierten und talentierten Schauspieler, der irgendwann vom Publikum fast ausschließlich mit einer beliebten Rolle identifiziert worden sei. Im Alter war Owen tatsächlich nur selten in anderen Rollen abseits von Last of the Summer Wine zu sehen gewesen.
Neben der Schauspielerei war er Autor von über 75 Songs, unter anderem schrieb er den Text zu dem Hit Marianne von Cliff Richard aus dem Jahr 1968. Auch für Engelbert Humperdinck, Sacha Distel und Pat Boone verfasste er Songtexte. Er engagierte sich bei Boys Clubs (britischen Freizeitvereinen für männliche Kinder und Jugendliche), wobei er künstlerischer Berater bei der National Association of Boys Clubs war und für die Jungen auch Theaterstücke schrieb. 1976 wurde er vor allem für dieses ehrenamtliche Engagement vom Königshaus zum Member of the British Empire gemacht.
Owen war zweimal verheiratet, von 1946 bis zur Scheidung 1964 mit Edith Stevenson und von 1977 bis zu seinem Tod mit Kathleen O’Donoghue. 1999 erlag er im Alter von 85 Jahren einer Krebserkrankung, nachdem er kurz vor seinem Tod an einem Millenium-Special von Last of the Summer Wine gefilmt hatte. Sein Sohn Tom Owen (1949–2022) war ebenfalls Schauspieler, der nach Bill Owens Tod in Last of the Summer Wine eine feste Rolle als Sohn von Compo Simmonite erhielt und quasi dessen „Nachfolger“ innerhalb der Serie wurde.

## Filmografie (Auswahl)
- 1941: Tank Patrol (Kurzfilm)
- 1945: The Way to the Stars
- 1945: Perfect Strangers
- 1947: Viel Vergnügen (Holiday Camp)
- 1947: Mutterglück in Konflikten (When the Bough Breaks)
- 1948: Toto-Glück (Easy Money)
- 1948: Der Mann ohne Gewissen (My Brother’s Keeper)
- 1949: Wettfahrt mit dem Tode (Once a Jolly Swagman)
- 1949: Die Tingeltangelgräfin (Trottie True)
- 1949: Männer, Mädchen, Diamanten (Diamond City)
- 1951: Hotel Sahara
- 1951: Sherlock Holmes (Miniserie, 4 Folgen)
- 1952: Robin Hood und seine tollkühnen Gesellen (The Story of Robin Hood and His Merrie Men)
- 1953: Jim, der letzte Sieger (The Square Ring)
- 1954: Kleiner Jockey ganz groß (The Rainbow Jacket)
- 1956: Die Abenteuer von Robin Hood (The Adventures of Robin Hood, Fernsehserie, Folge 2x09)
- 1956: Seeabenteuer (The Buccaneers, Fernsehserie, Folge 1x15)
- 1958: Davy
- 1958: Kopf hoch – Brust raus! (Carry On Sergeant)
- 1959: 41 Grad Liebe (Carry On Nurse)
- 1960: Der nackte Spiegel (The Shakedown)
- 1961: Der Höllenfeuerclub (The Hellfire Club)
- 1961: Nicht so toll, Süßer (Carry On Regardless)
- 1961: Das Schlitzohr (On the Fiddle)
- 1963: Taxi! (Fernsehserie, 12 Folgen)
- 1963: Ist ja irre – diese müden Taxifahrer (Carry On Cabby)
- 1964: Satanas – Das Schloß der blutigen Bestie (The Masque of the Red Death)
- 1965: Das Geheimnis der Blutinsel (The Secret of Blood Island)
- 1966: Georgy Girl
- 1966: Donegal, König der Rebellen (The Fighting Prince of Donegal)
- 1967: Der Mann mit dem Koffer (Man in a Suitcase, Fernsehserie, Folge 1x13)
- 1968: Headline Hunters
- 1971: Catweazle (Fernsehserie, Folge 2x02)
- 1971: Coronation Street (Fernsehserie, 1 Folge)
- 1971: Coppers End (Fernsehserie, 13 Folgen)
- 1973: Der Erfolgreiche (O Lucky Man!)
- 1973–1974: Whatever Happened to the Likely Lads? (Fernsehserie, 4 Folgen)
- 1973–2000: Last of the Summer Wine (Fernsehserie, 184 Folgen)
- 1975: In Celebration
- 1978: Zeuge des Wahnsinns (The Comeback)
- 1981: Wiedersehen mit Brideshead (Brideshead Revisited, Miniserie, Folge 1x01)
- 1982: Die unglaublichen Geschichten von Roald Dahl (Tales of the Unexpected, Fernsehserie, Folge 5x06)
- 1984: Gänsemarsch (Laughterhouse)
- 1990: Die Geschichte der Dienerin (The Handmaid’s Tale)
- 1993: Performance (Fernsehserie, Folge 3x04)